# 에어 모리셔스
에어 모리셔스(영어: Air Mauritius)은 모리셔스의 항공사로 허브 공항은 시우 사구르 람룰람경 국제공항이 있으며 본사는 모리셔스의 수도인 포트루이스에 위치해 있다.

## 역사
1967년 이탈리아 사업가인 아메데 마인그라드(Amédée Maingard)가 설립해서, 1972년 모리셔스의 속령(屬領)이었던 로드리게스섬으로 첫 운항을 시작했다. 1977년 임대로 도입한 보잉 707 항공기를 이용해 국제선 운항을 시작했다. 1970년대와 1980년대에 보잉 707과 보잉 747이 주력 기종이었으나 1994년 에어버스 A340 항공기를 도입하면서 보잉 747 항공기는 퇴역했다. 1995년 모리셔스 증권에 상장했다. 2006년에 새로 도입한 에어버스 A340-300 항공기를 런던과 홍콩 노선에 투입했다. 세계 항공사의 사고 통계를 집계하는 ASN(영어: Aviation Safety Network)의 자료에 따르면 설립 이후 2012년까지 사고 기록이 없었다.

## 운항 노선
- 에어 모리셔스는 다음과 같은 노선을 운항하고 있다.

### 코드쉐어 협정
- 에어 모리셔스는 다음과 같은 항공사와 코드쉐어 협정을 체결하고 있다.

- 남아프리카 항공 (스타 얼라이언스)
- 말레이시아 항공 (원월드)
- 버진 오스트레일리아
- 에미레이트 항공
- 에어 프랑스 (스카이팀)

## 보유 기종

### 현재 보유중인 기종
- 2021년 2월 기준으로 에어 모리셔스는 다음과 같은 기종을 보유하고 있으며 평균 기령은 8.8년이다.[2][3]

### 퇴역 기종
- 에어 모리셔스는 다음과 같은 기종을 운항, 주문하였다.